# فيرساتا
فيرساتا (بالإنجليزية: Versata) هي شركة برمجيات مملوكة للقطاع الخاص، وهي واحدة من العديد من وحدات الأعمال تحت مظلة إي إس دبليو كابيتال. تقوم شركة فيرساتا بشراء شركات برمجيات المؤسسات ذات الأداء الضعيف أو التي تواجه صعوبات مالية، وتدمجها في محفظتها الاستثمارية، وتجري تغييرات تشغيلية لتحسين قابلية الشركات للاستمرار والأداء.

## التاريخ

### السنوات الأولى (1991–2000)
تأسست هذه الشركة في عام 1991 تحت اسم ابتكارات الصورة؛ وكان نارين باكشي أحد المؤسسين والرئيس، وكان كيفن فليتشر تويدي نائب رئيس التكنولوجيا، وقد باعوا مجموعة أدوات تطوير تسمى منضدة عمل تطبيق الصور والتي عملت مع منصة التصوير الخاصة بشركة بليكسوس سوفتوير ‏.
في عام 1997، تغير اسم الشركة إلى برنامج الرؤية. قاموا ببيع مجموعة صغيرة من البرامج: بناء الرؤية للترميز السريع؛ ورؤية ستوري بورد برو لإنشاء وثائق البرامج. في عام 1998، كان منتجهم الرئيسي هو أداة تطوير جافا المسماة رؤية جاد.
في يناير 2000، غيرت الشركة اسمها مرة أخرى، هذه المرة إلى فيرساتا، وكان نظام أتمتة الأعمال الإلكترونية الخاص بها، مجموعة فيرساتا لوجيك، يحتوي على ثلاثة مكونات: خادم فيرساتا لوجيك لاستضافة قواعد الأعمال المكتوبة بلغة جافا، واستوديو فيرساتا لتطوير قواعد الأعمال، وموصلات فيرساتا لتوصيل خادم المنطق بخوادم قواعد بيانات آي بي إم.

### شركة عامة (2000–2006)
طرحت الشركة أسهمها للاكتتاب العام في مارس 2000 أثناء فقاعة الدوت كوم، حيث جمعت حوالي 94 مليون دولار ووصلت إلى قيمة سوقية تجاوزت 2.5 مليار دولار على الرغم من الإبلاغ عن إيرادات بلغت 13 مليون دولار فقط وخسارة 21 مليون دولار في العام السابق. في نوفمبر 2000، توسعت شركة فيرساتا في مجال سير العمل التجاري من خلال الاستحواذ على شركة فيرف ونظام إدارة سير العمل الخاص بها الذي يحمل نفس الاسم.
من أوائل عام 2001 وحتى منتصف عام 2003، كانت إيرادات شركة فيرساتا في انخفاض ربع سنوي حتى تولى آلان باراتز منصب الرئيس التنفيذي. وتلت ذلك خمسة أرباع متتالية من النمو حتى أوائل عام 2005، عندما شهدت الإيرادات انخفاضاً حاداً مرة أخرى. في منتصف عام 2005، أخطرت ناسداك الشركة بأنها لم تعد تلبي متطلبات ناسداك للاستمرار في الإدراج، المتعلقة بالحفاظ على الحد الأدنى من حقوق المساهمين، أو القيمة السوقية، أو صافي الدخل. في يوليو 2005، تم شطب شركة فيرساتا من بورصة ناسداك وتم تداولها علنًا في سوق خارج البورصة (المعروف أيضًا باسم ملاءات وردية).

## فيرساتا، وحدة أعمال تابعة لشركة إي إس دبليو كابيتال
في يناير 2006، استحوذت شركة تريولوجي. ومقرها أوستن على الشركة وحولتها إلى شركة خاصة. ثم شرعت شركة تريولوجي في دمج أجزاء من تريولوجي، وتحديدًا مجموعة تريولوجي للتكنولوجيا، في شركة فيرساتا وبدأت في الاستحواذ على المزيد من الشركات، وإعادة تنظيمها بشكل كبير ونقل معظم المناصب الفنية إلى مكتبها في بنغالور، الهند.[محل شك]
من عام 2006 إلى عام 2008، واصلت شركة فيرساتا عمليات الاستحواذ، معظمها في الولايات المتحدة. تم تسريح معظم موظفي الشركات المستحوذة، ونقل معظم العمل إلى مكتبها في بنغالور بالهند.[محل شك].
في أوائل عام 2009، أجرت شركة فيرساتا إصلاحًا كبيرًا آخر لنموذج أعمالها عندما طلبت من جميع موظفيها في الهند العمل كمتعاقدين من خلال أوديسك لصالح شركة جي ديف، وهي كيان تم دمجه بواسطة شركة تريولوجي لإدارة أنشطة الاستعانة بمصادر خارجية. الموظفون الوحيدون المتبقون في شركة فيرساتا هم الموظفون في الولايات المتحدة.

## الاستحواذات
| التاريخ (عام-شهر) | الشركة المستحوذة                  | المنتجات البارزة                                                                                 | وحدة أعمال إي إس دبليو الحالية                                                                          |
| ----------------- | --------------------------------- | ------------------------------------------------------------------------------------------------ | --- |
| 2006-01           | فيرساتا                           | مجموعة فيرساتا لوجيك                                                                             | إجنايت تيك منذ عام 2016 (تم تطويره إلى نظام إدارة قواعد الأعمال فيرساتا (BRMS))                         |
| 2006-03           | تريولوجي                          | بناء المبيعات                                                                                    | إجنايت تيك منذ عام 2016                                                                                 |
| 2006-07           | حلول أرتميس الدولية               | أرتميس (برمجيات)                                                                                 | أوريا للبرمجيات (التي أعيدت تسميتها إلى حلول تخطيط أوريا)؛ أرتميس فنلندا تابعة لإجنايت تيك منذ عام 2019 |
| 2007-08           | جينسيم                            | منصة تطوير جي2                                                                                   | إجنايت تيك منذ عام 2015                                                                                 |
| 2007-09           | نيكستانس                          | حلول إدارة عقود نظرة ثاقبة على العقد ومؤلف نيكستانس؛ مجموعة تحسين الملكية الفكرية من نيكستانس    | فيرساتا                                                                                                 |
| 2008-02           | إدارة شبكة إن يو في أو            | خدمات إدارة الشبكة                                                                               | |
| 2008-03           | تن فولد                           | مؤسسة تن فولد إس أو إيه، منصة تطوير تعتمد على الهندسة المعمارية الموجهة نحو الخدمة               | إجنايت تيك                                                                                              |
| 2008-05           | تكنولوجيا واضحة                   | برنامج التعامل مع قضايا التأمين كلير باث وترانزاكس                                               | |
| 2008-05           | التقنيات التطورية الدولية (ETI)   | مجموعة مستخلص إيتي من منتجات تكامل البيانات                                                      | إجنايت تيك منذ عام 2015 (مدمجة في Acorn)                                                                |
| 2008-09           | برنامج إيكورا                     | برنامج إيكورا مدقق حسابات محترف وبرنامج مدير تصحيح إيكورا                                        | إجنايت تيك منذ عام 2019                                                                                 |
| 2009-02           | نقطة التغيير                      | برنامج إدارة الشبكات سلطة الشبكة                                                                 | إجنايت تيك منذ عام 2019                                                                                 |
| 2009-08           | ايفرست للبرمجيات                  | مجموعة إيفرست لإدارة أعمال التجارة الإلكترونية                                                   | إجنايت تيك منذ عام 2019                                                                                 |
| 2010-01           | شبكة المشتريات                    | المشتريات الإلكترونية والمدفوعات الإلكترونية                                                     | إجنايت تيك منذ عام 2019                                                                                 |
| 2010-07           | تراي أكتيف                        | مجموعة برامج إدارة الأنظمة حسب الطلب                                                             | إجنايت تيك منذ عام 2019                                                                                 |
| 2010-09           | ميتاتوميكس                        | منصة تكامل البيانات ميتاتوميكس                                                                   | فيرساتا                                                                                                 |
| 2010-09a          | كوريزون                           | منصة مزيج المشاريع                                                                               | إجنايت تيك                                                                                              |
| 2010-10           | ثينك3                             | برامج التصميم بمساعدة الحاسوب وإدارة دورة حياة المنتج (CAD) من ثينك ديزاين وثينكيد وفريق التفكير | إجنايت تيك، باعتبارها قسم الدمج والاستحواذ الخاص بها                                                    |
| 2010-10b          | إنفوبيا                           | برنامج إنفوبيا ترانساكت لإدارة المتاجر الإلكترونية                                               | فيرساتا                                                                                                 |
| 2010-11           | تقنية أوتو ترول                   | كونفيج، مصمم جرافيك تقني                                                                         | إجنايت تيك منذ عام 2019                                                                                 |
| 2010-12           | رايت90                            | برنامج رايت90 لتوقع المبيعات                                                                     | إجنايت تيك منذ عام 2019                                                                                 |
| 2011-02           | جيوفيو                            | برنامج جيوفيو لتحليلات العقارات                                                                  | فيرساتا                                                                                                 |
| 2011-03           | رافينفلو                          | رافين لتصور متطلبات البرامج                                                                      | فيرساتا                                                                                                 |
| 2011-09           | أجينتيك                           | برنامج خدمات ميدانية متنقلة من أجينتيك والأسطول المتنقل وتحسين القوى العاملة                     | فيرساتا                                                                                                 |
| 2012-05           | برولوجيك                          | برنامج نقاط البيع بالتجزئة                                                                       | إجنايت تيك منذ عام 2019                                                                                 |
| 2013-06           | إجنايت تكنولوجيز                  | إشعال لايف، وبوابة الوسائط، وإشعال سي دي إس لنشر وتقديم الوسائط الرقمية                          | إجنايت تيك                                                                                              |
| 2013-09           | شبكات لاتيس دي بي ايه ستيل سيكيور | جهاز التحكم في الوصول إلى شبكة الوصول الآمن                                                      | فيرساتا                                                                                                 |
| 2015-04           | رسالة واحدة من ديل                | خدمات الإشعارات رسالة واحدة وتنبيه البحث                                                         | أوريا للبرمجيات منذ عام 2017                                                                            |
| 2015-10           | تكنولوجيا البيع بالتجزئة الكمومية | برنامج سلسلة التوريد والمخزون Q                                                                  | فيرساتا                                                                                                 |
| 2015-12           | ضاغط                              | برنامج بيانات المرضى كومبريسوس ميدكس كونيكت                                                      | فيرساتا                                                                                                 |
| 2016-03           | إي بي إم لايف من أبلاند للبرمجيات | إي بي إم لايف                                                                                    | إجنايت تيك منذ عام 2019                                                                                 |
| 2016-05           | @هاند                             | @هاند برنامج لتطوير تطبيقات الهاتف المحمول                                                       | إجنايت تيك منذ عام 2021 (مدمجة في OneSCM)                                                               |
| 2018-05c          | سيمفوني كوميرس                    | مزود التجارة كخدمة                                                                               | فيرساتا                                                                                                 |

a تم الاستحواذ على شركة كوريزون بواسطة شركة ميتاتوميكس، في حين كانت شركة ميتاتوميكس جزءًا من شركة فيرساتا.
b تم الاستحواذ على إنفوبيا بواسطة ايفرست للبرمجيات، بينما كانت ايفرست للبرمجيات جزءًا من فيرساتا.
c تم الاستحواذ على سيمفوني كوميرس بواسطة كوانتم ريتيل، بينما كانت كوانتم ريتيل جزءًا من فيرساتا.

## النزاعات القانونية

### دعاوى انتهاك براءات الاختراع و«الحبوب السامة» مع شركة سيليكتيكا
بدأت النزاعات القانونية مع شركة سيليكتيكا في عام 2004 (قبل أن تستحوذ شركة تريولوجي على شركة فيرساتا في يناير 2006) واستمرت حتى عام 2010. وعلى الرغم من وجود العديد من الدعاوى القضائية والدعاوى المضادة، إلا أنها تركزت بشكل كبير حول ثلاث قضايا:
- 2004–2006: انتهاك براءة اختراع في برامج التكوين والتسعير والعروض (CPQ)  [لغات أخرى]‏
- 2005–2007: انتهاك براءة اختراع في برمجيات إدارة دورة حياة العقد (CLM)  [لغات أخرى]‏
- 2008–2010: دعوى «حبة السم  [لغات أخرى]‏»

في عام 2004، كان لدى سيليكتيكا وتريولوجي برنامج التكوين والتسعير والعروض متنافس: باعت سيليكتيكا برنامج مستشار الحلول وتحسين الصفقة، بينما باعت تريولوجي برنامج سلسلة البيع. في أبريل من ذلك العام، رفعت شركة تريولوجي سوفتوير دعوى قضائية ضد شركة سيليكتيكا بسبب انتهاك براءة الاختراع. في عام 2005، قبل صدور حكم المحكمة، قدمت شركة تريولوجي عدة عروض لشراء شركة سيليكتيكا، لكن مجلس الإدارة رفضها. في يناير 2006، أمرت المحكمة شركة سيليكتيكا بدفع 7.5 مليون دولار لشركة تريولوجي كتعويضات.
بعد أربعة أيام من صدور الحكم في يناير/كانون الثاني 2006 في الدعوى القضائية الأولى، أعلنت شركة تريولوجي عن استحواذها على شركة فيرساتا مقابل مبلغ لم يتم الكشف عنه.
في عام 2005، استحوذت شركة سيليكتيكا على منصة برمجيات دتيرمن سي إل إم، التي تضمنت ميزات تتداخل مع بعض الميزات التي تقدمها فيرساتا. في أكتوبر 2006، رفعت فيرساتا دعوى قضائية ثانية تتعلق بانتهاك براءة اختراع. سُوّيت القضية في عام 2007، حيث وافقت سيليكتيكا على دفع 10 ملايين دولار أمريكي لشركة تريولوجي وفيرساتا، بالإضافة إلى ما يصل إلى 7.5 مليون دولار أمريكي كمدفوعات إضافية مشروطة.
في عام 2008، بدأت شركة فيرساتا في الاستحواذ على أسهم شركة سيليكتيكا. بحلول شهر ديسمبر/كانون الأول، عدل مجلس إدارة شركة سيليكتيكا خطته المتعلقة بحقوق المساهمين [الإنجليزية] لتبني "حبة سامة" ذات عتبة تشغيل منخفضة بشكل غير عادي: إذا استحوذ أي مساهم على أكثر من 4.99% من أسهم الشركة، فإن ملكيته سوف تتضاءل. وأوضح مجلس الإدارة أن هذه الخطوة كانت تهدف إلى حماية الخسائر التشغيلية الصافية ‏ لشركة سيليكتيكا، والتي كانت قابلة للخصم من الضرائب إذا عادت الشركة إلى الربحية. بموجب القسم 382 من مصلحة الضرائب الداخلية، فإن التغيير الكبير في ملكية الأسهم قد يؤدي إلى استبعاد تلك الخسائر التشغيلية الصافية.
وقد أطلقت شركة فيرساتا عمداً حبة السم، كما عرضت إعادة بيع الأسهم مقابل ربح (الابتزاز الأخضر)، الأمر الذي أدى إلى نزاع قانوني حول ما إذا كان مجلس إدارة شركة سيليكتيكا يملك السلطة لتحديد عتبة منخفضة كهذه، وما إذا كان الدفاع عن الخسائر التشغيلية الصافية يبرر إطلاق عملية تخفيف حقوق المساهمين. وصلت القضية في النهاية إلى المحكمة العليا في ديلاوير ‏، والتي أيدت حكم حبوب السم في أكتوبر 2010، وحكمت لصالح شركة سيليكتيكا.

### دعوى قضائية بشأن الملكية الفكرية بشأن التطوير المشترك مع شركة صن ميكروسيستمز
في عام 1998، استأجرت شركة صن ميكروسيستمز شركة تريولوجي لمساعدة مطوري صن في كاليفورنيا في إنشاء برنامج تكوين (سمي لاحقًا مكون دبليو سي 5) يمكن لعملاء صن استخدامه لتعديل المنتجات التي يريدون شراءها، وتخصيص المنتجات للحصول على الميزات التي يريدونها. عملت شركة تريولوجي على مكون دبليو سي 5 لعدة سنوات، ثم نقلت شركة صن العمل إلى شركة أوراكل لإنهائه. اعتقدت شركة تريولوجي أنها تمتلك حقوق الطبع والنشر للعمل الذي قامت به لصالح شركة صن، وفي عام 2006 بعد الاندماج مع شركة فيرساتا، رفعت الشركة دعوى قضائية ضد شركة صن مطالبة بتعويضات تجاوزت 100 مليون دولار. في أبريل 2009، حكمت هيئة المحلفين لصالح شركة صن ورفضت ادعاءات شركة فيرساتا.

### دعوى براءة اختراع وحكم بشأن براءات اختراع الأفكار المجردة مع ساب
قامت شركة ساب بتطوير محرك التسعير، وهو أحد مكونات نظام تخطيط موارد المؤسسة (ERP) الخاص بها. وقد تنافست مع منتج أقدم من شركة تريولوجي يسمى Pricer، والذي كان جزءًا من منصة سلسلة البيع الخاصة بشركة تريولوجي في منتصف التسعينيات قبل اندماجها مع شركة فيرساتا.
في أبريل/نيسان 2007—العام الذي تلا استحواذ شركة تريولوجي على شركة فيرساتا ـ رفعت فيرساتا دعوى قضائية ضد شركة ساب بسبب انتهاك براءة الاختراع. وفي أغسطس/آب 2009، وافقت لجنة التحكيم على قرار شركة فيرساتا ومنحتها تعويضاً بقيمة 139 مليون دولار. منحت المحكمة محاكمة جديدة بشأن الأضرار وفي سبتمبر 2011، في إعادة المحاكمة، منحت هيئة المحلفين شركة فيرساتا 345 مليون دولار.
ثم ذهب الأمر إلى محكمة الاستئناف الأمريكية، والتي أكدت في مايو 2013 حكم التعويض البالغ 345 مليون دولار، بالإضافة إلى الفائدة المتراكمة. في أكتوبر 2014، توصلت شركة فيرساتا وشركة ساب إلى تسوية في نزاعهما القضائي مقابل مبلغ من المال لم يتم الكشف عنه.
وبعد تسوية النزاع بين شركة فيرساتا وشركة ساب، قامت هيئة المحاكمة والاستئناف للبراءات (PTAB) ‏ في يونيو/حزيران 2013 بمراجعة صحة براءة الاختراع نفسها، وأصدرت قراراً في مراجعة طريقة الأعمال المغطاة (CBM) ‏، ينص على أن العناصر المتنازع عليها كانت أفكاراً مجردة وبالتالي لا يمكن الحصول على براءة اختراع بموجب قانون براءات الاختراع الأميركي ‏.
في يوليو 2015، وافقت الدائرة الفيدرالية على قرار مجلس الاستئناف لبراءات الاختراع والعلامات التجارية بأن العناصر المتنازع عليها لا يمكن الحصول على براءة اختراع منها.

### نزاع حول الأسرار التجارية والأضرار مع العلامات التجارية على الإنترنت
كانت شركة إنترنت براندز ‏ تُعرف سابقًا باسم كارز دايركت ‏ وحلول أوتو داتا. مثل تريولوجي، قاموا بإنشاء برنامج لشركات صناعة السيارات يساعد العملاء على مقارنة المركبات عبر الإنترنت. في أواخر تسعينيات القرن العشرين، حاولت شركة تريولوجي وشركة إنترنت براندز دمج منتجاتهما ولكنهما فشلتا في القيام بذلك، وبعد دعوى قضائية في ديسمبر 1999 توصلتا إلى اتفاق تسوية في مايو 2001.
في عام 2008، رفعت شركة فيرساتا دعوى قضائية ضد شركة إنترنت براندز مدعية أنها انتهكت اتفاقية التسوية من خلال تقديم عروض تقديمية للعملاء المحتملين تفيد بأن لديهم ترخيصًا من شركة فيرساتا لاستخدام وبيع الحلول التقنية لشركة فيرساتا؛ وأن القيام بذلك كلف شركة فيرساتا أعمالها مع شركة كرايسلر.
وزعمت الدعوى المضادة التي رفعتها شركة إنترنت براندز أن شركة فيرساتا اختلست أسراراً تجارية، وطلبت من هيئة المحلفين استخدام العلاقة التجارية بين فيرساتا وتويوتا ــ بما في ذلك الإيرادات من عقود تويوتا ــ كمعيار لحساب الأضرار. وافقت هيئة المحلفين واستخدمت تلك البيانات لتحديد جائزة الأضرار البالغة 2 مليون دولار لصالح شركة حلول أوتو داتا، وهي شركة تابعة لشركة العلامات التجارية على شبكة الإنترنت.
استأنفت شركة فيرساتا القرار، وفي يناير/كانون الثاني 2014، أيدت المحكمة حكماً يقضي بمنح شركة إنترنت براندز مبلغ 2 مليون دولار.

### تحديات براءات الاختراع والدعاوى القضائية بعد قانون براءات الاختراع الأمريكي في الفترة 2012–2013
في عامي 2012 و2013، رفعت شركة فيرساتا ما لا يقل عن سبع دعاوى قضائية تتعلق بانتهاك براءات اختراع ضد شركات، وذلك بسبب براءات اختراع صادرة عن حزمة برامج سلسلة البيع من شركة تريولوجي. وبينما كانت هذه الدعاوى القضائية جارية، أثّرت ثلاثة تطورات قانونية رئيسية على نتائجها:
- سبتمبر 2012: دخلت أحكام قانون الاختراعات الأمريكية (AIA) حيز التنفيذ، بما في ذلك تقديم مراجعة ما بعد المنح (PGR) ومراجعة طريقة الأعمال المغطاة (CBM)  [لغات أخرى]‏. وقد أتاحت هذه الإجراءات للمدعى عليهم الطعن في براءات الاختراع أمام مجلس المحاكمة والاستئناف للبراءات (PTAB) [الإنجليزية] قبل المحاكمة، مما يجعل من السهل إبطال أنواع معينة من براءات الاختراع، وخاصة في مجالات البرمجيات وطرق الأعمال.
- سبتمبر 2012–يونيو 2013: أجرت هيئة الاستئناف لبراءات الاختراع والعلامات التجارية مراجعة شاملة لبراءة الاختراع الأمريكية رقم 6،553،350 ('350) لشركة فيرساتا، والتي كانت محل نزاع في دعواها القضائية السابقة ضد شركة ساب. حكمت هيئة الاستئناف لبراءات الاختراع والعلامات التجارية بأن براءة الاختراع غير قابلة للحصول على براءة اختراع باعتبارها فكرة مجردة.
- مارس-يونيو 2014: أصدرت المحكمة العليا للولايات المتحدة قرارها في قضية أليس كورب ضد بنك سي إل إس الدولي  [لغات أخرى]‏، حيث أنشأت اختبارًا من خطوتين لتحديد ما إذا كان طلب براءة الاختراع موجهًا إلى موضوع مؤهل للحصول على براءة اختراع بموجب 35 قانون الولايات المتحدة § 101 [الإنجليزية].

| الشركة         | تاريخ التقديم – الإغلاق | 7،904،326 ('326) | 7،908،304 ('304) | 7،958،024 ('024) | 6،834،282 ('282) | 6،907،414 ('414) | 7،082،454 ('454) | 7،426،481 ('481) | 7،363،593 ('593) | 7،092،740 ('740) |
| -------------- | ----------------------- | ---------------- | ---------------- | ---------------- | ---------------- | ---------------- | ---------------- | ---------------- | ---------------- | ---------------- |
| برنامج كاليدوس | 2012-07 – 2014-11       | ✓                | ✓                | ✓                |                  |                  |                  |                  |                  |                  |
| فولوشن         | 2012-09 – 2014-06       |                  |                  |                  | ✓                |                  |                  | ✓                |                  |                  |
| بلانيسوير USA  | 2013-01 – 2014-01       |                  |                  |                  | ✓                | ✓                |                  |                  |                  |                  |
| تقنيات نت برين | 2013-04 – 2015-10       |                  |                  |                  | ✓                | ✓                | ✓                |                  |                  |                  |
| إنفوبلوكس      | 2013-04 – 2015-10       |                  |                  |                  | ✓                | ✓                | ✓                | ✓                | ✓                |                  |
| زوهو           | 2013-05 – 2016-10       |                  |                  |                  |                  |                  |                  |                  |                  | ✓                |
| برنامج دورادو  | 2013-05 – 2015-09       |                  |                  |                  | ✓                | ✓                |                  |                  |                  |                  |

في قضية كاليدوس، رفعت فيرساتا دعوى قضائية ضد كاليدوس ورفعت كاليدوس دعوى مضادة لتأكيد براءات الاختراع الخاصة بها ضد فيرساتا. وقد أدت الدعوى المضادة إلى إجراء مراجعة لقواعد بناء الثقة في مجلس الاستئناف براءات الاختراع والعلامات التجارية بشأن براءات اختراع شركة فيرساتا. وفي نهاية المطاف تم تسوية النزاع بتوقيع الطرفين على اتفاقية إعادة البيع.
تم رفض قضيتي فولوشن وبلانيسوير بعد إبطال براءة الاختراع "350" من قبل مجلس الاستئناف براءات الاختراع والعلامات التجارية في عام 2013. ولم يتم الإبلاغ عن أي تسويات أو أحكام عامة.
وفي قضيتي تقنيات نت برين وإنفوبلوكس، اعتمدت المحكمة توصية قاضي الصلح برفض الدعاوى مع التحيز. وخلص القاضي إلى أن براءات الاختراع المزعومة كانت موجهة إلى أفكار مجردة وبالتالي فهي غير قابلة للحصول على براءة اختراع بموجب الإطار الذي تم إضفاء الطابع الرسمي عليه لاحقًا في قضية أليس.
في قضية زوهو، زعم المدعى عليه أولاً أن براءة الاختراع المزعومة (740) كانت فكرة مجردة في إطار أليس. رفضت المحكمة هذا الرأي، مما أدى إلى السماح باستمرار القضية. ثم قدمت شركة زوهو اقتراحًا منفصلاً زعمت فيه أن براءة الاختراع غير صالحة بسبب عدم التحديد بموجب المادة 112 من قانون الولايات المتحدة 35، بحجة أن مصطلح "العرض المقيد بالمساحة" يفتقر إلى المعنى الواضح. وقد وافقت المحكمة على هذا الاقتراح وقضت ببطلان براءة الاختراع. تم رفض القضية، وأمرت شركة فيرساتا بدفع تكاليف زوهو.
تم تعليق قضية شركة دورادو سوفتوير أثناء نظر المحكمة العليا في قضية أليس. وبعد صدور الحكم، اتفقت الأطراف على رفض الدعاوى دون المساس بحقوق أي طرف، وهو ما يعني أن شركة فيرساتا قد تتمكن من إعادة رفع القضية.

### الإفلاس الدولي وحقوق الملكية الفكرية مع ثينك3
في سبتمبر/أيلول 2010، استحوذت شركة إي إس دبليو كابيتال على شركة ثينك3، وهي شركة أمريكية لها فروع في بلدان أخرى: موقع إيطالي مخصص في الغالب للتفاوض مع الدائنين وجمع الإيرادات المحلية؛ وموقع ياباني كان يعتبر أحد الأصول في عملية الاستحواذ؛ وموقع هندي يضم مطورين للبرمجيات أفادوا بأنهم يمتلكون بعض حقوق الملكية الفكرية المشتركة مع الشركة. كانت الشركة تعاني من ديون بقيمة 23 مليون دولار، حوالي 70% منها كانت عبارة عن التزامات ضريبية إيطالية. وقد أصبحت هذه مجموعة من الدعاوى القضائية تتمحور حول الإفلاس عبر الحدود ‏.
في الشهر التالي، دخلت شركة فيرساتا شركة ذات مسؤولية محدودة (وحدة الأعمال التابعة لشركة إي إس دبليو كابيتال والمرتبطة بشركة فيرساتا في الولايات المتحدة، ولكنها منظمة في منطقة التجارة الحرة في دبي ‏) في اتفاقية ترخيص مع شركة ثينك3، مما يمنح شركة فيرساتا شركة ذات مسؤولية محدودة حقوق الملكية الفكرية.
في مارس 2011، بدأ العديد من الدائنين إجراءات الإفلاس ضد شركة ثينك3 وفرعها الإيطالي، وفي الشهر التالي أُعلن إفلاسهم في محكمة إيطالية، وعينت المحكمة أمينًا لرعاية مصالح الدائنين الإيطاليين. أنهى الوصي اتفاقية الترخيص مع شركة فيرساتا شركة ذات مسؤولية محدودة وادعى أن الشركة الفرعية الإيطالية لا تزال تمتلك الملكية الفكرية. أكدت شركة فيرساتا أنها اشترت حقوق الملكية الفكرية عندما اشترت شركة ثينك3، الشركة الأم في الولايات المتحدة.
في مايو 2011، تقدمت شركة ثينك3 الأمريكية بطلب إعلان إفلاسها بموجب الفصل الحادي عشر من القانون الأمريكي في محكمة أمريكية. استمر الدين في التضخم، وأصبحت قيمة الأصول أقل من 10 ملايين دولار، ولم يكن لدى ثينك3 أي موظفين في الولايات المتحدة. أمرت المحكمة الإيطالية شركة فيرساتا-منطقة حرة-ذ.م.م بالتوقف عن استخدام العلامة التجارية ثينك3. حكمت محكمة الإفلاس الأمريكية بأن القانون الأمريكي ينطبق.
قام الأشخاص في الفرع الإيطالي بتأسيس شركة دي بي تي لاب إس آر إل وصنعوا برنامجًا يحمل اسم ثينك ديزاين. تستخدم شركة فيرساتا اسم ثينك3 لقسم عمليات الدمج والاستحواذ لديها، وتواصل تسمية البرنامج باسم برنامج سمارت فروم هندسة إم سي إيه دي من سمارت فروم ديزاين ونموذج إدارة دورة حياة المنتج الذكي.

### قضية الأسرار التجارية مع شركة فورد
وكما هو الحال مع النزاعات القانونية مع شركتي سيليكتيكا وساب، فإن نزاع شركة فيرساتا مع شركة فورد للسيارات كان متجذرًا في برنامج تريولوجي الذي أنشأته قبل استحواذها على شركة فيرساتا. في عام 1998، قامت شركة فورد بترخيص برنامج مدير تكوين السيارات (ACM) التابع لشركة تريولوجي لإدارة تكوين نماذج المركبات، وتوقيع وتجديد عقد قانوني يوضح شروط الاشتراك عدة مرات من عام 2004 حتى عام 2014. أنشأت شركة فورد برنامجًا خاصًا للقيام بنفس الشيء، يُسمى تحسين تعريف المنتج (PDO)، وفي عام 2014 أوقفت اشتراكها في برنامج مدير تكوين السيارات لاستخدام تحسين تعريف المنتج الخاص بها. اعتقدت شركة فيرساتا أن تحسين تعريف المنتج التابعة لشركة فورد استخدمت عناصر من برنامج مدير تكوين السيارات، وفي فبراير 2015 رفعت دعوى قضائية ضد شركة فورد بتهمة اختلاس الأسرار التجارية، وخرق العقد، وانتهاك براءة الاختراع. طلبت شركة فيرساتا تعويضات قدرها 1.4 مليار دولار.
في أكتوبر 2022، وافقت هيئة المحلفين على حكم شركة فيرساتا ومنحتها تعويضات بقيمة 105 مليون دولار. في مايو 2023، راجع القاضي القضية وأصدر حكمًا كمسألة قانونية (JMOL) ‏. وهذا يعني أن القاضي قرر أنه لا يمكن لأي هيئة محلفين معقولة أن تتوصل إلى الحكم الذي توصلت إليه استناداً إلى الأدلة المقدمة أثناء المحاكمة، ولذلك رفض حكم هيئة المحلفين لصالح فورد. لقد خفض الجائزة إلى 3 دولارات فقط.